# Fernsehpitaval: Der Fall Denke
Der Fall Denke ist ein Kriminalfilm der Reihe Fernsehpitaval des Deutschen Fernsehfunks von Wolfgang Luderer aus dem Jahr 1961. Die Grundlage bildete der reale Fall Karl Denke.

## Handlung
Ende 1923/Anfang 1924 wird der zu 15 Jahren Haft verurteilte Eduard Trautmann in ein Dienstzimmer der  Staatsanwaltschaft beim Landgericht in Glatz gerufen, da er immer wieder schriftlich die Neuaufnahme seines Prozesses verlangt. Er versichert darin, seine Freundin Emma nicht umgebracht zu haben, obwohl sie sich wegen eines anderen Mannes von ihm getrennt hat. Er wollte noch eine letzte Aussprache mit ihr, zu der es allerdings nie gekommen ist. An ihrem anschließenden spurlosen Verschwinden ist er unschuldig, weshalb er zu Unrecht verurteilt wurde und deshalb seit 12 Jahren grundlos im Gefängnis sitzt. Trautmann geht es nicht darum, in die Freiheit entlassen zu werden, sondern er möchte nur als unschuldig gelten, findet aber mit diesem Anliegen beim zuständigen Staatsanwaltsrat kein Gehör.
Auf dem Polizeirevier der Stadt Münsterberg wird ein Landstreicher vernommen der behauptet, lediglich auf Arbeitssuche zu sein. Während dieses Verhörs betritt der als Händler bekannte Karl Denke das Revier, der nur seinen Wandergewerbeschein verlängern lassen will. Er hört eine geraume Zeit zu und bietet dem Arbeitslosen eine Beschäftigung an, die dieser mit Freuden annimmt und der Polizei ist es nur Recht, da sie sich um einen Fall weniger kümmern muss. An einem der nächsten Tage steht Denke wieder auf dem Markt und bietet eingemachtes Fleisch, Schnürsenkel und den Anzug des Arbeitssuchenden, den er aus dem Polizeirevier mitgenommen hat, an. Hier bittet ihn ein Arbeitsloser um eine Spende, doch Denke bietet ihm eine Aufgabe als Schreiber an und er soll sich am Abend bei ihm melden.
Kurz vor Weihnachten 1924 meldet sich der arbeitslose Vinzenz Olivier im Münsterberger Polizeirevier, um sich nach einer Arbeitsmöglichkeit zu erkundigen. Die Polizisten werfen ihn wieder hinaus, zeigen ihm aber noch den Weg in das Obdachlosenasyl, wo er für die Nacht eine Unterkunft findet. Am nächsten Tag macht er sich auf Arbeitssuche und klingelt deshalb fast an jeder Wohnungstür der Stadt. So kommt er auch zu Denke, der ihm etwas Geld anbietet, wenn Olivier ihm dafür einen Brief schreiben würde und der geht mit in dessen Wohnung. Nach einer gewissen Zeit hören die Nachbarn, die sich gerade im Hausflur befinden, Hilfeschreie aus dieser Wohnung und ein Mann kommt blutüberströmt aus der Wohnung gelaufen, wobei ihn Denke noch zurückhalten will. Es ist Olivier, der eine große Wunde am Kopf hat, in dessen Hand sich eine Spitzhacke befindet und der behauptet, der Mann in der Wohnung hätte ihn ermorden wollen, weshalb er mit den Nachbarn zur Polizei geht.
Der dortige Wachtmeister glaubt ihm jedoch nicht und bringt ihn erst einmal in eine Zelle. Erst nach längerem Einreden der Nachbarn auf Wachtmeister Kretschmar lässt sich dieser überzeugen, auch Karl Denke zur Klärung der Vorwürfe auf das Polizeirevier zu holen und ihn ebenfalls in eine Zelle einzuschließen. Als der Polizeimeister Hartke eintrifft und Denke aus der Zelle geholt werden soll, findet ihn der Wachtmeister dort nicht mehr lebend vor. Karl Denke hat Suizid durch Strangulation begangen. Eine darauf folgende Untersuchung der Wohnung Denkes durch die Kriminalpolizei ergibt viele Funde, die auf seine Morde hinweisen. Der endgültige Beweis ist ein Notizbuch, in dem 31 seiner Morde akkurat aufgeführt sind. In der Befragung durch den Kriminalkommissar gibt Olivier an, dass er in der Wohnung Denkes einen Brief schreiben sollte und sich deshalb an einen Tisch setzte, während hinter ihm bereits Denke mit der Spitzhacke ausholte, um ihm den Schädel zu spalten. Nur durch eine zufällige Kopfbewegung ist es ihm gelungen, nicht getroffen zu werden und so zwar schwer verletzt, aber noch am Leben zu sein.
Obwohl durch das gefundene Notizbuch eindeutig nachgewiesen wird, dass Eduard Trautmann den Mord an seiner Freundin Emma nicht begangen haben kann, denn sie steht mit auf Denkes Liste, wird ihm die Wiederaufnahme des Gerichtsverfahrens gegen ihn vom Staatsanwaltsrat verwehrt.

## Produktion und Veröffentlichung
Der Fernsehfilm erschien als 8. Folge der Filmreihe Fernsehpitaval und wurde am 5. März 1961 das einzige Mal im DFF gesendet.
Das Buch wurde von Friedrich Karl Kaul, der auch die erläuternden Texte spricht, und Walter Jupé anhand authentischer Gerichtsakten verfasst. Für die Dramaturgie war Aenne Keller verantwortlich.